# Vörös-bérc
A Vörös-bérc (szerbül: Crveni Čot) hegy a Tarcal-hegységben; 539 méteres tengerszint feletti magasságával annak legmagasabb pontja. Szerbia területén, a Vajdaság szerémségi részén emelkedik, a Duna jobb partján. Közigazgatásilag Szávaszentdemeter községhez tartozik. 

## Földrajz
A hegység központi részén emelkedik. Tőle néhány kilométerre fekszik a Letenka kirándulóközpont, ahol gyermeküdülő is található. A csúcshoz legközelebbi település Besenyőmonostor. A Vörös-bércen televízióadó-torony magasodik.